# Bielorrússia nos Jogos Olímpicos
Atletas da Bielorrússia começaram sua participação olímpica nos Jogos Olímpicos de Verão de 1952 em Helsinque, Finlândia como parte da União Soviética. Após a dissolução da União Soviética em 1991, a Bielorrússia, junto com quatro das outras catorze ex-repúblicas soviéticas, competiu nos Jogos Olímpicos de Inverno de 1992, sediados em Albertville, França) como Time Unificado. Mais tarde em 1992, onze repúblicas se juntaram à Bielorrússia para competir nos Jogos Olímpicos de Verão de 1992 em Barcelona, Espanha. Dois anos depois, o país competiu pela primeira vez como país independente nos Jogos Olímpicos de Inverno de 1994, sediados em Lillehammer, Noruega. De 1952 até os Jogos Olímpicos de Inverno de 2006, na Itália, 168 atletas bielorrussos ganharam 200 medalhas ou como parte da União Soviética ou como Bielorrússia.

## Quadro de Medalhas

### Medalhas por Jogos
| Jogos               | Ouro | Prata | Bronze | Total | Fonte  |
| 1994 Lillehammer    | 0    | 2     | 0      | 2     | [ 4 ]  |
| 1996 Atlanta        | 1    | 6     | 8      | 15    | [ 5 ]  |
| 1998 Nagano         | 0    | 0     | 2      | 2     | [ 6 ]  |
| 2000 Sydney         | 3    | 3     | 11     | 17    | [ 7 ]  |
| 2002 Salt Lake City | 0    | 0     | 1      | 1     | [ 8 ]  |
| 2004 Atenas         | 2    | 6     | 7      | 15    | [ 9 ]  |
| 2006 Turim          | 0    | 1     | 0      | 1     | [ 10 ] |
| 2008 Pequim         | 4    | 4     | 9      | 17    |        |
| 2010 Vancouver      | 1    | 1     | 1      | 3     |        |
| Total               | 11   | 23    | 39     | 73    |        |

### Medalhas por Esportes
| Esporte                              | Ouro | Prata | Bronze | Total |        |
| Atletismo                            | 4    | 5     | 8      | 17    |        |
| Remo                                 | 2    | 1     | 4      | 7     |        |
| Canoagem                             | 2    | 0     | 2      | 4     |        |
| Halterofilismo                       | 1    | 3     | 4      | 8     |        |
| Judô                                 | 1    | 0     | 1      | 2     |        |
| Lutas                                | 0    | 3     | 5      | 8     |        |
| Ginástica                            | 0    | 3     | 5      | 8     |        |
| Tiro                                 | 0    | 2     | 4      | 6     |        |
| Boxe                                 | 0    | 2     | 0      | 2     |        |
| Esqui estilo livre                   | 1    | 1     | 2      | 4     |        |
| Biatlo                               | 0    | 1     | 1      | 2     |        |
| Patinação de velocidade              | 0    | 1     | 0      | 1     |        |
| Ciclismo                             | 0    | 0     | 1      | 1     |        |
| Pentatlo moderno nos Jogos Olímpicos | 0    | 0     | 1      | 1     |        |
| Total                                | 10   | 22    | 38     | 70    | [ 11 ] |

## Porta-bandeiras
| Games                              | Name               |
| ---------------------------------- | ------------------ |
| Jogos Olímpicos de Inverno de 1994 | Igor Zhelezovsky   |
| Jogos Olímpicos de Verão de 1996   | Igor Astapkovich   |
| Jogos Olímpicos de Inverno de 1998 | Alexander Popov    |
| Jogos Olímpicos de Verão de 2000   | Sergey Lishtvan    |
| Jogos Olímpicos de Inverno de 2002 | Oleg Ryzhenkov     |
| Jogos Olímpicos de Verão de 2004   | Aleksandr Medved   |
| Jogos Olímpicos de Inverno de 2006 | Alexander Popov    |
| Jogos Olímpicos de Verão de 2008   | Alexander Romankov |